# ヒダル神

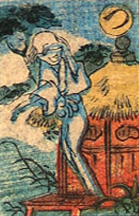
妖怪かるた「つぢどうまへのたび人のしうねん」の絵札
旅人が行き倒れの末にひだる神と化した姿を描いたものとされる。

ヒダル神（ヒダルがみ、饑神）は、人間に空腹感をもたらす憑き物で、行逢神または餓鬼憑きの一種。主に西日本に伝わっている。北九州一帯ではダラシと呼ばれ、三重県宇治山田や和歌山県日高や高知県ではダリ、徳島県那賀郡や奈良県十津川地方ではダルなどと呼ばれる。

## 概要
山道などを歩いている人間に空腹感をもたらす悪霊の類をいう。これに憑かれると、歩いている最中に突然にして激しい空腹感、飢餓感、疲労を覚え、手足が痺れたり体の自由を奪われたりし、その場から一歩も進めなくなり、ひどいときにはそのまま死んでしまうこともあるという。
これに憑かれるとされる場所は大抵決まっており、山道、峠、四辻、行き倒れのあった場所などが多い。土地によっては火葬場や磯でも憑かれるという。和歌山県では、熊野の大雲取、小雲取（現・東牟婁郡新宮市と那智勝浦町の間）という二つの山のあたりに餓鬼穴という深い穴があり、そこを覗くと必ずヒダル神に遭ったという。
三重県では人間のみならず、牛までヒダル神に憑かれたという。また滋賀県甲賀市から伊賀（現・三重県西部）西山に続く御斎峠（おときとうげ）では、まだ朝もやの晴れない時刻に、ヒダル神が異様に腹の膨らんだ餓鬼の姿で現れ、旅人の前に腹を突き出して「茶漬けを食べたか」と尋ね、旅人が「食べた」と答えると襲いかかり、その腹を裂いてその中のわずかの飯粒を貪り食ったという。そのためにかつては徳川家康も、本能寺の変の際にこの峠を通るのは命がけだったという。
ヒダル神に憑かれたときには、すぐに何か食べ物を食べれば身動きできなくなることはないとされ、ヒダル神を防ぐためには前もって十分な量の食糧を持ち歩くと良いという。そのために弁当を持って山道を行く際には、その弁当を食べ尽さずに一口分は残すという心得が伝わっている。僅かの食べ物の持ち合わせもないときには、道端に生えている草を口にすればどうにか助かることができるといい、草すら無いときには掌に指で「米」と書いて舐めても良いという。また土地によっては、食べ物を近くの藪に捨てる、身につけている衣類を後ろに投げるという方法も伝わっている。愛知県や和歌山県では、木の葉でもいいから口に含むと助かるともいう。

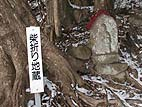
淡路島・論鶴羽山の柴折地蔵（柴折様）

また高知県、長崎県、鹿児島県などでは「柴折様（しばおりさま）」と呼ばれる祠が峠や路傍に祀られており、ここに折った柴を供えて行くと、その場所を通る人はヒダル神を避けられるといわれている。

## 解釈
ヒダル神は餓死者や変死者の霊と考えられており、人知れず死んだ者が祀られることなく周囲を彷徨う怨霊となり、自分が味わった苦しみを他人にも味わわせようとしているのだという。こうして憑かれて死んだ者は同様の怨霊となり、ヒダル神がどんどん増えてしまうという。また、ヒダル神を山の神や水神の仕業とする土地もある。
現代においても主に山間部で、稀にヒダル神に憑かれたという話が伝わっている。一説によると、急激な血糖値の低下や二酸化炭素中毒がヒダル神に憑かれたときと同じ状態をもたらすといい、植物の腐敗で発生する二酸化炭素、または食事を摂らずに山中を長時間歩いたことによる低血糖状態をヒダル神の正体とする説もある。ハンガーノックも参照のこと。

## その他
- 「ひだるい」（饑い・干だるい）とは「ひもじい・空腹である」の意。
- 西郷信綱は、『梁塵秘抄』（12世紀末）に記述される「歩き神」（402番の歌）とは、貧乏神・死神・ヒダル神などに準じて考えてよいものとする[12]。